# کوستا نییوریورا
کوستا نییوریورا (به انگلیسی: Costa neoRiviera) یک کشتی است که طول آن ۲۱۶ متر (۷۰۹ فوت) می‌باشد. این کشتی در سال ۱۹۹۹ ساخته شد.